# Metatrichia deserticola
Metatrichia deserticola är en tvåvingeart som beskrevs av Nina Krivosheina 1999. Metatrichia deserticola ingår i släktet Metatrichia och familjen fönsterflugor.
Artens utbredningsområde är Turkmenistan. Inga underarter finns listade i Catalogue of Life.